# Sønder Nissum Kirke
Sønder Nissum Kirke ligger i landsbyen Sønder Nissum i Sønder Nissum Sogn lidt syd for Nissum Fjord.

## Bygning og inventar
Koret og skibet i Sønder Nissum Kirke er bygget med granitkvadre suppleret med munkesten samt sten skaffet i nærområdet. Arkitektonisk er de opført i romansk stil, mens det senere tilbyggede tårn er i gotisk stil. Der er blytag på hele kirken, bortset fra våbenhuset, der har tegltag. Store dele af kirken er hvidkalket, idet dog en stor del af koret fremstår med de rå kvadre, og våbenhuset i ukalket tegl. Indvendigt har kirken loft af bjælker og brædder.
Altertavlen er trefløjet og stammer fra 1587. Centerfeltet med motiv fra nadveren er fra 1800-tallet, mens de to sidefelter er de originale med fire motiver fra Jesu liv. Øverst er der fire trekanter med engle. Selve alterbordet er i muret kvadre, og døbefonten i granit er fra tiden omkring kirkens opførelse i romansk stil.
Prædikestolen med tilhørende lydhimmel er fra begyndelsen af 1600-tallet og udsmykket med afbildninger af evangelisterne. Af andre genstande i kirken kan nævnes en gammel indsamlingsbøsse og et krucifiks fra 1700-tallet.
På kirkegården er der mindetavler for dels forliset af to engelske orlogsskibe julenat 1811, hvor 1700 sømænd døde, dels for ti engelske og canadiske søfolk og flyvere, der omkom i området under anden verdenskrig.

## Historie
Kernen af Sønder Nissum Kirke i form af kor og skib stammer fra omkring 1250, mens tårn og våbenhus er senere tilbygninger, sidstnævnte fra 1800-tallet.
Kirken er renoveret for få år siden og fik i 2008 et nyt orgel.